# Sapium stylare
Sapium stylare är en törelväxtart som beskrevs av Johannes Müller Argoviensis. Sapium stylare ingår i släktet Sapium och familjen törelväxter. Inga underarter finns listade i Catalogue of Life.